# Dagpenge
Arbejdsløshedsdagpenge eller blot dagpenge er i Danmark en frivillig forsikringsordning for lønmodtagere og selvstændige. I andre lande findes forskellige variationer af dagpengeordninger; i Tyskland er arbejdsløshedsforsikringer gennem lovgivning gjort  obligatoriske og arbejdsgiverfinansierede. I alle de nordiske lande er der en dagpengeret, som kan/skal optjenes.

## Den danske ordning
Den danske forsikringsordning, som er et væsentligt element i den danske model, administreres af de statsanerkendte arbejdsløshedskasser, der ifølge loven har til formål at sikre medlemmerne økonomisk kompensation for tab af indtægt i tilfælde at arbejdsløshed. Man kan også få dagpenge i forbindelse med sygdom og andre skader eller graviditet og fødsel - dette kaldes Sygedagpenge.

### Kriterier for modtagelse af dagpenge
For at modtage dagpenge ved normal arbejdsløshed i Danmark skal man opfylde følgende kriterier:
- være registreret som arbejdssøgende i det lokale jobcenter
- have været medlem af en a-kasse i mindst ét år
- have været beskæftiget som lønmodtager i mindst 52 uger inden for de sidste tre år, hvis man er fuldtidsforsikret eller have udøvet selvstændig erhvervsvirksomhed i væsentligt omfang i en tilsvarende periode
- have været beskæftiget som lønmodtager i mindst 34 uger inden for de sidste tre år, hvis man er deltidsforsikret. [1]

Man har ret til at modtage dagpenge i 2 år hvis man opfylder disse kriterier; der findes visse undtagelser for nyuddannede og værnepligtige. Nogle midlertidige undtagelser er vedtaget af Folketinget i perioden 2011 - 2013 i forbindelse med mistet dagpengeret.
2012:
Den højeste dagpengesats er på 801 kr. om dagen – det svarer til 4005 kr. om ugen. Er man deltidsforsikret, er den højeste sats på 525 kr. om dagen, hvilket svarer til 2.625 kr. om ugen.
2015:
Den højeste dagpengesats er på 827 kr. om dagen - det svarer til 4.135 kr. om ugen. Er du deltidsforsikret, er den højeste sats på 551 kr. om dagen, hvilket svarer til 2.755 kr. om ugen.
2024: Den højeste dagpengesats er på 877 kr. om dagen - det svarer til 4.385 kr. om ugen. Er du deltidsforsikret, er den højeste sats på 585 kr. om dagen, hvilket svarer til 2.925 kr. om ugen.

## Relatede begreber
A-kasseA-kasse står for Arbejdsløshedskasse. Man betaler et kontingent for at være med i en A-kasse. Bliver man så arbejdsløs mens man er medlem, kan man få dagpenge. Kun medlemmer af en A-kasse kan modtage dagpenge.
DagpengeperiodeVed dagpengeperiode forstås det tidsrum, en person maksimalt kan oppebære dagpenge. Når denne periode er udløbet, skal en ny dagpengeret genoptjenes. I 1995 var dagpengeperioden syv år. Omkring 1997 blev den sat ned til fire år, mens den i 2010 blev sænket yderligere til to år.

## Historie
Grundprincipperne for tildeling af sociale ydelser blev fastlagt i Dagpengeloven af 1907, som var den første danske lov om statsstøtte til arbejdsløshedskasser. Herefter skete en gradvis ændring til det princip, som var gældende ved indgangen til 1980'erne. Det byggede på en målsætning om, at kompensationen for indkomstnedgang eller velfærdstab skulle være tilstrækkelig til at skabe generel tryghed for borgere, der ikke selv kunne klare forsørgelsen. Denne målsætning blev ændret i slutningen af 1990'erne og det første ti-år af 2000-tallet, hvor aktivering blev det bærende princip   I samme periode blev der indført særligt lave ydelser for personer, der anses for uegnede eller uvillige til at blive integreret i arbejdsmarkedet, f.eks. starthjælp, 450-timersreglen og kontanthjælpsloftet.
Disse særligt lave ydelser blev ophævet i forbindelse med Regeringen Helle Thorning-Schmidts finanslovsaftale for 2012 Borgere, der ønsker at sikre sig en bedre kompensation, hvis de rammes af en social begivenhed, er derfor nødt til at sikre sig gennem private tillægsforsikringer eller gennem kollektive ordninger.
Kompensationen for indtægtstab ved overgang til dagpenge (den såkaldte kompensationsgrad) og efterløn faldt fra 77% af en LO-arbejders gennemsnitsløn i 1982 til 52% i 2007. En mere differentieret analyse fra 2011 viste, at en murers kompensation var faldet fra 70 til 40 procent, mens en lavtlønnet rengøringsmedarbejder, der i 1982 fik en kompensation på 90%, fik denne reduceret til 65 % i 2011. 

### Genopretningspakken i 2010
Den 19. maj 2010 foreslog VK-regeringen en "genopretningspakke" som de mente ville bidrage med 24 mia. kr. til det offentlige budget. På det tidspunkt var udsigten, at man ville få et underskud, som ikke levede op til EU's konvergenskrav. Forslaget indeholdt bl.a. en fastfrysning af overførselsindkomsterne (pension, SU mv.). Men DF ville ikke gå med til at forringe pensionen, og derfor foreslog de under forhandlingerne, at man i stedet forkortede dagpengeperioden til to år og fordoblede genoptjeningsperioden. Dette blev vedtaget af Folketinget d. 16. juni 2010, hvor V, K, DF, LA og RV stemte for.